# Madenemura bezanozano
Madenemura bezanozano är en bäcksländeart som beskrevs av Renaud Maurice Adrien Paulian 1959. Madenemura bezanozano ingår i släktet Madenemura och familjen Notonemouridae. Inga underarter finns listade i Catalogue of Life.